# 莫斯利号护航驱逐舰
莫斯利号护航驱逐舰（英語：USS Mosley，舷号：DE-321），是美国海军于第二次世界大战期间建造的一艘埃德索尔级护航驱逐舰，其舰名取自在中途岛海战中阵亡的银星勋章获得者沃尔特·哈罗德·莫斯利（Walter Harold Mosley）少尉。
该舰由A·G·莫斯利夫人冠名，于1943年4月6日在德克萨斯州奥兰治联合钢铁厂铺设龙骨，随后于6月26日下水。10月30日，莫斯利号正式服役，交由小詹姆斯·艾伯特·阿尔杰（James Albert Alger Jr.）少校指挥。

## 设计与装备
埃德索尔级护航驱逐舰的设计与巴克利级护航驱逐舰类似，均采用长船体并建有较高的舰桥。该级护航驱逐舰配备3英寸（76毫米）50倍径单装主炮，后续曾计划更换为5英寸（127毫米）38倍径主炮，但最终没有实际执行。该级护航驱逐舰由4台费尔班克斯-莫尔斯38D8-1/8-10内燃机提供动力，总功率最高可达6000匹马力，最高航速21节。其燃料舱可携带312吨重油，在12节航速下航程可达11000海里。此外，该级舰船还配备有较完善的侦查搜索系统，包括SL或SU水面雷达、SA对空雷达、QC声呐系统以及用于监听潜艇无线电的HF/DF天线。

## 服役历史
在百慕大完成试航调整后，莫斯利号护送一支船队由弗吉尼亚州诺福克前往墨西哥湾并返航。1944年1月28日，她前往纽约加入第46护航中队，31日，舰队护送船团出发前往北非，任务结束后她们于3月18日返抵美国。之后，莫斯利号前往布洛克岛参加反潜训练，随后于4月1日驶抵诺福克为即将开始的护航任务做准备。
3天后，莫斯利号护送UGS-38船团出发前往地中海。4月18日，船团顺利通过直布罗陀海峡，20日21时许，船团在阿尔及利亚海域遭遇德军三波次空袭。首轮空袭中保罗·汉密尔顿号自由轮被击沉，船上580人遇难，随后又有2艘商船在第二轮空袭中被击中，兰斯代尔号驱逐舰也在第三轮空袭中沉没。空袭期间，莫斯利号在船团周围铺设烟幕并使用防空武器回击，最终成功击落一架Ju 88轰炸机并击伤另一架战机。
4月22日，莫斯利号驶抵比塞大休整，随后于5月1日护送GUS-38船团返航。3日，门杰斯号护航驱逐舰在船团末尾搜寻敌军潜艇踪迹时被U-371号潜艇发射的声导鱼雷命中，次日，该潜艇被追踪舰队发现并击沉。5日，队内菲克特勒号护航驱逐舰在直布罗陀附近被U-967号潜艇击沉，莫斯利号参与了搜寻行动但没能取得战果。22日，莫斯利号返抵纽约。
6月11日，莫斯利号在诺福克重新加入护航舰队，此后的8个月内，她又完成了4次前往北非的护航任务。1945年2月11日，莫斯利号驶抵纽约补给，随后前往康涅狄格州新伦敦，与姊妹舰普赖德号、门杰斯号、洛号一同组成第22.14特混舰队，协同开展猎潜大队任务。
3月5日，舰队由卡斯柯湾出发前往纽芬兰海域搜寻敌军潜艇。13日，她们首次发现目标，此后的5天内，她们持续追击。18日，舰队在塞布尔岛以西海域发现目标，随即使用刺猬炮和深水炸弹发动攻击，16时22分，舰队监测到剧烈的水下爆炸并发现油迹，确认击沉U-866号潜艇。3月20日，舰队返回卡斯柯湾。
3月24日，莫斯利号前往缅因湾参加反潜训练，此后直至4月4日，她都在纽芬兰附近海域巡逻。4月10日，第22.14特混舰队与米申湾号护航航空母舰所在猎潜大队汇合，一同前往北大西洋阻击德军潜艇。4月15日和16日夜间，猎潜大队驻守南侧的成员击沉了U-1235号和U-880号两艘潜艇，期间莫斯利号未参与作战。
4月21日，莫斯利号、洛号、J·R·Y·布莱克利号均通过雷达侦测到一艘可能为U-805号的漂浮潜艇，该信号随后在9,100碼（8,300）处消失，3艘护航驱逐舰随即展开追击，但没能取得明确战果，仅在次日凌晨2时许监听到数次水下爆炸。27日，猎潜大队返回阿真舍补给，随后回到指定海域继续执行任务。5月14日，莫斯利号返回纽约，6月16日，她再次出海开展任务。6月25日，莫斯利号在艾弗格雷斯港加入大西洋舰队反潜开发分队，此后直至9月7日，她都在该舰队协助开发和测试反潜武器。
在南卡罗来纳州查尔斯顿完成大修后，莫斯利号于11月3日出发前往格林科夫斯普林斯封存，1946年3月15日，她在当地退役并加入美国海军预备舰队。1971年1月2日，莫斯利号自美国海军除籍，随后于1973年8月22日被出售拆解。

## 荣誉
莫斯利号服役期间所获荣誉如下：
|  |                           |  |
|  | Bronze star · Bronze star |  |

| 战斗行动奖章 （追授） |                                        |                        |
| 美国战役奖章          | 欧洲-非洲-中东战役奖章 （2枚战斗之星） | 第二次世界大战胜利奖章 |

## 历任舰长
| 姓名       | 译名                   | 军衔 | 所属军种       | 任职时间       |
| ---------- | ---------------------- | ---- | -------------- | -------------- |
|            | 小詹姆斯·艾伯特·阿尔杰 | 少校 | 美国海岸警卫队 | 1943年10月30日 |
|            | 欧内斯特·P·麦克布莱德  | 少校 | 美国海岸警卫队 | 1944年5月21日  |
| 参考文献： |                        |      |                |                |